# 粗刺草草
粗刺草草（学名：Arthraxon lanceolatus var. echinatus）为禾本科荩草属下的一个变种。

## 扩展阅读
- 維基物種上的相關：粗刺草草